# Ein Gaunerparadies
Ein Gaunerparadies (Originaltitel: Too Many Crooks) ist eine US-amerikanische Kriminalkomödie aus dem Jahr 1927 von Fred C. Newmeyer mit Mildred Davis in der Hauptrolle. Das Drehbuch des Stummfilms basiert auf dem Roman Too Many Crooks von E. J. Rath.

## Handlung
Celia Mason, die einzige Tochter eines pensionierten Bankiers, bespricht mit Marshall Stone, dem Anwalt der Familie, ein Gaunerdrama, das sie gerade gesehen hat, und behauptet, sie könne selbst ein besseres schreiben. Stone bringt sie mit John Barton, dem Autor des Stücks, in Kontakt, der Kontakte zu Kriminellen pflegt. Celia bittet ihn, eine Gruppe Gauner als Gäste zu ihrer Hausparty einzuladen. 
Innerhalb von 24 Stunden hat Fast Hands Foster drei Koffer voller Schmuck gestohlen. Frisco Flora hat 15 Millionäre verführt und Material für ebenso viele Erpressungsklagen beschafft. Der Hochstapler Coxey hat die meisten der Nachbarhäuser an „Sündenböcke“ verkauft. Celia ist erstaunt, als sie erfährt, dass sie für eine Komplizin gehalten wird, aber Barton holt die Beute aus ihrem Safe, bevor die Gauner damit verschwinden. Als Celia Bartons wahre Berufung erfährt, ist sie erleichtert.

## Hintergrund
Am 14. Januar 1927 wurde berichtet, dass die Produktion des Films am 3. Januar 1927 begonnen hatte.
Die Vitagraph Company of America produzierte 1919 eine frühere Adaption des Romans.
Für Mildred Davis war es die letzte Filmrolle.
Da keine Kopien der sechs Filmrollen existieren, gilt der Film als verschollen.

## Veröffentlichung
Die Premiere des Films fand am 2. April 1927 statt. In Österreich kam er am 10. August 1928 in die Kinos.

## Kritiken
Im Magazin The Film Daily hieß es, der Film im Stil einer Krimikomödie biete einige erstklassige Lacher. Er bewege sich in einem guten Tempo und treffe mit den Lachern von George Bancroft und der sich zwischen Mildred Davis und Lloyd Hughes entwickelnden Romanze den Geschmack der Mehrheit. Die Geschichte sei eine weitere dieser Geschichten über ein Mädchen der Gesellschaft auf der Suche nach Abenteuern.